# Biela
 Denne artikel omhandler en flod i Mellemeuropa. Opslagsordet har også en anden betydning, se Biela (månekrater).
Biela er en flod i den tyske delstat Sachsen og i Tjekkiet. Den er en af Elbens bifloder fra venstre med en længde på 49 km. Den løber gennem Nationalpark Sächsische Schweiz og det nærliggende område Nationalpark Bøhmisk Schweiz. Den  har sit udspring i Erzgebirge i Tjekkiet, nordvest for Děčín, og efter nogle kilometer løber den over grænsen til Sachsen i Tyskland. Biela munder ud i Elben ved Ústí nad Labem.
50°55′10″N 14°04′28″Ø / 50.919418°N 14.074387°Ø